# Bumiputra
Bumiputra o Bumiputera è una parola malay ampiamente usata in Malaysia in riferimento ai gruppi etnici malay, giavanesi, bugis, minang e a volte altre ad etnie indigene come gli Orang Asli nella Malesia peninsulare e popolazioni tribali di Sabah e Sarawak. Il termine proviene dal sanscrito Bhumiputra, che può essere tradotto letteralmente come "figlio della terra" (bhumi = terra, putra = figlio). Politiche economiche a favore dei bumiputra (che comprendono l'affirmative action nell'istruzione pubblica) sono state attuate negli anni 1970 con lo scopo dichiarato di alleviare le tensioni interetniche seguite all'incidente del 13 maggio 1969.  Queste politiche sono riuscite a creare una significativa classe media urbana malay, ma sono state meno efficaci nel combattere la povertà diffusa fra le comunità rurali e hanno provocato una scia di risentimento nelle etnie escluse (come i cinesi e gli indiani).
In linea di massima i sino-malaysiani hanno in mano buona parte dell'economia malaysiana, gli indiani hanno un discreto peso nel mondo delle libere professioni, mentre i malay bumiputra controllano politica, amministrazione, burocrazia, polizia e forze armate. Il 90% dei bumiputra sono musulmani, fino agli anni '70 seguaci di un Islam locale e tradizionale, particolarmente tollerante e permeato di sincretismo con le religioni preesistenti e coesistenti (animismo, induismo, buddismo). Dalla fine degli anni Settanta, in coincidenza con una politica statale di esaltazione della religione, che ha portato una parte dell'élite politica bumiputra a scegliere di studiare la religione nei Paesi arabi, si è andata affermando un'interpretazione dell'Islam più rigorista e vicino alla quello Islam praticato nella penisola araba.

## Definizione
Il concetto di "bumiputra" in Malaysia fu coniato dal premier Tunku Abdul Rahman e affonda le sue radici nel riconoscimento della "speciale posizione" dei malay da parte della Costituzione della Malaysia, enunciato in particolare nell'articolo 153. Tuttavia, la costituzione non ricorre alla parola "bumiputra", ma contiene le definizioni di "malay" e di "aborigeno" (articolo 160(2)), "nativi" di Sarawak (161A(6)(a)) e "nativi" di Sabah (articolo 161A(6)(b)). Di conseguenza, vi sono diverse definizioni di "bumiputra" nei documenti pubblici.
Secondo il libro intitolato "Buku Panduan Kemasukan ke Institusi Pengajian Tinggi Awam, Program Pengajian Lepasan SPM/Setaraf Sesi Akademik 2007/2008" (Guida all'entrata nelle istituzioni d'istruzione superiore pubbliche per i diplomati con titolo equivalente a SPM per l'anno accademico 2007/2008), dallo Student Entry Management sotto il Management Department of Higher Education Institution, del Ministero per l'Istruzione Superiore malaysiano, i bumiputra sono definiti nel modo seguente a seconda della regione di origine del singolo studente:
1. Malaysia Peninsulare
  - "Se uno dei genitori è un Malese Musulmano o un Orang Asli come stabilito nell'Articolo 160 (2) della Costituzione Federale della Malaysia, il figlio è considerato un Bumiputra"

1. Sabah
  - "Se il padre è un Malese Musulmano o un nativo indigeno di Sabah come stabilito nell'Articolo 160A (6)(a) della Costituzione Federale della Malaysia, il figlio è considerato un Bumiputra"

## Condizione dei bumiputra
L'ex primo ministro Mahathir Mohamad ha stigmatizzato l'estremo affidamento con cui i bumiputra guardano ai loro privilegi: "Abbiamo provato a dire loro che se uno dipende da sussidi, è molto debole. Ma sembra che non capiscano. Noi diciamo loro che uno che usa le stampelle, non sarà capace di alzarsi. Gettate via le stampelle, alzatevi in piedi perché ne avete la capacità. Ho detto queste cose a voi e come dottore conosco molto bene l'importanza delle stampelle ma in qualche modo preferiscono la via più facile. Se ricevo un AP [permesso di importazione di un autoveicolo] e lo vendo guadagnandoci sopra, va tutto bene, dicono loro."
Mahathir ha anche dichiarato nel 2004 che i laureati malay tendono ad avere bassi tassi di occupazione perché "i laureati cinesi scelgono le facoltà giuste per essere assunti. Invece i laureati malay, specialmente quelli della corrente malay, non parlano inglese per niente. A prescindere dal valore del titolo di studio, un datore di lavoro vuole qualcuno con cui possa comunicare. Il datore di lavoro non è malay, è uno straniero. E se non può comunicare con un candidato, non lo assume".
Inoltre, gli studenti malay, che godono di borse di studio e di prestiti d'onore governativi, tendono a studiare discipline come la legge della Shari'a, Storia dell'Islam e altre discipline religiose islamiche. Invece di scegliere di imparare l'inglese e studiare discipline che sono più utili (ingegneria, medicina, ecc.) molti si sono recati all'estero in paesi mediorientali per imparare l'arabo. Nemmeno questo è stato d'aiuto agli studenti. Nel giugno del 2006, un'inchiesta ha rivelato che un gruppo di 169 studenti dell'Università Al-Azhar del Cairo era in difficoltà con l'arabo e come risultato solo 5 studenti riuscivano a completare il loro corso. L'allora primo ministro Datuk Seri Abdullah Ahmad Badawi ha fortemente criticato la tendenza degli studenti malay a scegliere "facoltà leggere" che sono inutili per il mercato del lavoro.
L'allora ministro dell'università (2006), Mustapa Mohamad, ha dichiarato che auspica che le università pubbliche assumano più docenti non-bumiputra per "combattere per istituzioni competitive a livello mondiale", il che lascia presagire una mossa per ridurre la discriminazione razziale nell'università. Comunque, nel 2007, i sino-malaysiani dominavano nelle professioni di commercialista, architetto ed ingegnere, mentre gli indo-malesi prevalevano nelle professioni di veterinario, medico, dentista e avvocato, con una rappresentatività proporzionalmente maggiore ai bumiputra rispetto all'incidenza dell'etnia sul totale della popolazione.
Il settore manifatturiero è esentato dal rispetto delle norme del "Foreign Investment Committee" (FIC). Sono state abolite in tutti i sottosettori la quota del 30% assegnata ai bumiputera e altre restrizioni.
Lo stato di Penang ha annunciato che non favorirà più i bumiputra nell'impiego nella pubblica amministrazione, a seguito delle elezioni del 2008 in cui la coalizione Barisan Nasional (Fronte Nazionale) è stata sconfitta dall'opposizione del Patakan Rakyat (Alleanza Popolare).